# Kasteel De Bergen

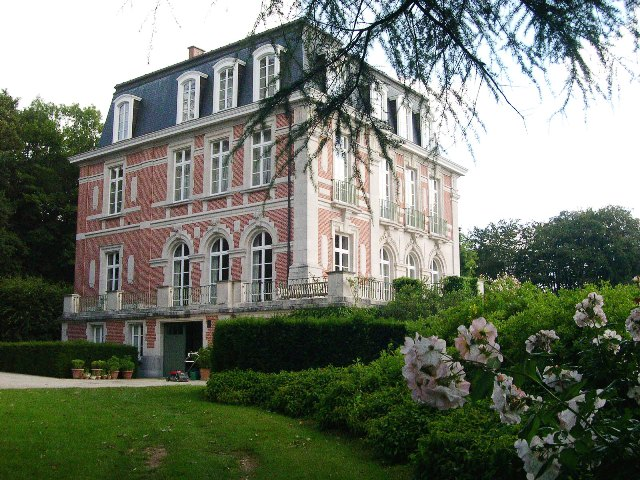
Kasteel De Bergen

Het Kasteel De Bergen is een kasteel in de tot de Vlaams-Brabantse gemeente Asse behorende plaats Asbroek, gelegen aan Putberg 65-71.

## Geschiedenis
Het landgoed van 10 ha werd gekocht door Léon Vin, die wisselagent was. Alfred Knein ontwierp een landhuis dat in 1914, vlak voordat de Eerste Wereldoorlog uitbrak, werd gebouwd.
Dit landhuis bezat twee verdiepingen, een hoog mansardedak en een souterrain. Het werd gebouwd in baksteen maar was rijkelijk versierd met behulp van vaalwitte natuursteen.
In 1910 was er al een dienstgebouw gerealiseerd dat onder meer een automobielbergplaats bevatte en in 1914 nog met een vleugel werd uitgebreid. In 1914 was het huis echter slechts in ruwbouw gereed. Léon Vin verbleef voorlopig in een kleiner gebouw op het domein.
De Russische revolutie van 1918 maakte echter dat Vin in financiële problemen kwam: het landhuis werd niet afgebouwd maar in 1923 verkocht aan kunstschilder Paul Artôt. Deze verkocht het in 1929 weer, en wel in twee delen. In de jaren '90 van de 20e eeuw werd het park gewijzigd naar ontwerp van Benoît Fondu, waarbij ook een vijver werd aangelegd. Ook Jacques Wirtz leverde een bijdrage en ontwierp moestuinen en boomgaarden, dreven en heggen.